# Brett Lancaster
Brett Daniel Lancaster OAM (* 15. November 1979 in Shepparton, Victoria) ist ein ehemaliger australischer Radrennfahrer und späterer Sportlicher Leiter. Seine größten Erfolge erzielte er auf der Bahn, wo er zweifacher Weltmeister und Olympiasieger in der Mannschaftsverfolgung wurde. Auf Straße war er vor allem in Einzelzeitfahren erfolgreich.

## Laufbahn
Bei den Bahnweltmeisterschaften 2002 und 2003 gewann Lancaster mit dem australischen Vierer jeweils die Goldmedaille in der 4000-Meter-Mannschaftsverfolgung.
Bei den UCI-Bahn-Weltmeisterschaften 2003 in Stuttgart konnte das australische Team mit neuem Weltrekord den Titel in der 4000-Meter-Mannschaftsverfolgung verteidigen. Zusammen mit Graeme Brown, Peter Dawson und Luke Roberts fuhr das Team von Lancaster im Finale eine Zeit von 3:57,185 Minuten.
Bei den Olympischen Sommerspielen 2004 in Athen wurde er zusammen mit Graeme Brown, Bradley McGee und Luke Roberts Olympiasieger in der 4000-Meter-Mannschaftsverfolgung. Das Team stellte er dabei im Halbfinale mit einer Zeit von 3:56,610 Minuten einen neuen Weltrekord auf.
Auf der Straße siegte Lancaster vor allem in Zeitfahren. Seinen größten Erfolg als Straßenrennfahrer feierte er beim Giro d’Italia 2005. Er gewann den Prolog in Reggio Calabria und trug einen Tag lang die Maglia Rosa des Gesamtklassementersten. Für die 1150 Meter lange Strecke des kürzesten Prologs in der Geschichte des Giro benötigte er 1:20 Minuten. Fünf Mal startete er bei der Tour de France. Mit dem UCI WorldTeam Orica GreenEdge gewann er bei den Straßenweltmeisterschaften 2013 und 2014 jeweils die Silbermedaille.
Lancaster beendete seine Laufbahn als Aktiver nach der Saison 2015 und wurde Sportlicher Leiter beim Team Sky.
Für seine Verdienste um den Sport als Goldmedaillengewinner bei den Olympischen Spielen 2004 in Athen wurde er 2005 mit der Medaille des Order of Australia ausgezeichnet.

## Erfolge
| Straße 2001 - eine Etappe Herald Sun Tour 2002 - Ronde van Overijssel 2004 - eine Etappe Tour de Langkawi 2005 - Prolog Giro d’Italia 2008 - Prolog Deutschland Tour 2010 - eine Etappe Kalifornien-Rundfahrt 2013 - eine Etappe Tour de Slovénie - Mannschaftszeitfahren Tour de France - Weltmeisterschaft – Mannschaftszeitfahren 2014 - Mannschaftszeitfahren Giro d’Italia - Weltmeisterschaft – Mannschaftszeitfahren 2015 - Mannschaftszeitfahren Giro d’Italia | Bahn 1997 - Weltmeister (Junioren) – Mannschaftsverfolgung (mit Graeme Brown, Scott Davis und Michael Rogers) 1998 - Commonwealth Games – Mannschaftsverfolgung (mit Bradley McGee, Luke Roberts, Michael Rogers und Timothy Lyons) 2002 - Weltmeister – Mannschaftsverfolgung (mit Peter Dawson, Stephen Wooldridge und Luke Roberts) 2003 - Weltmeister – Mannschaftsverfolgung (mit Graeme Brown, Peter Dawson und Luke Roberts) 2004 - Olympiasieger – Mannschaftsverfolgung (mit Peter Dawson, Graeme Brown, Bradley McGee, Luke Roberts und Stephen Wooldridge) |

## Grand-Tour-Platzierungen
| Grand Tour            | 2003 | 2004 | 2005 | 2006 | 2007 | 2008 | 2009 | 2010 | 2011 | 2012 | 2013 | 2014 | 2015 |
| --------------------- | ---- | ---- | ---- | ---- | ---- | ---- | ---- | ---- | ---- | ---- | ---- | ---- | ---- |
| Giro d’ItaliaGiro     | DNF  | 124  | 112  | –    | 115  | –    | –    | –    | –    | DNF  | 121  | DNF  | 128  |
| Tour de FranceTour    | –    | –    | –    | –    | DNF  | 129  | 127  | 159  | DNF  | DNF  | 154  | –    | –    |
| Vuelta a EspañaVuelta | –    | –    | –    | –    | –    | –    | –    | –    | –    | –    | –    | DNF  | –    |